# António Leandro da Câmara Leme do Carvalhal Esmeraldo de Atouguia de Sá Machado

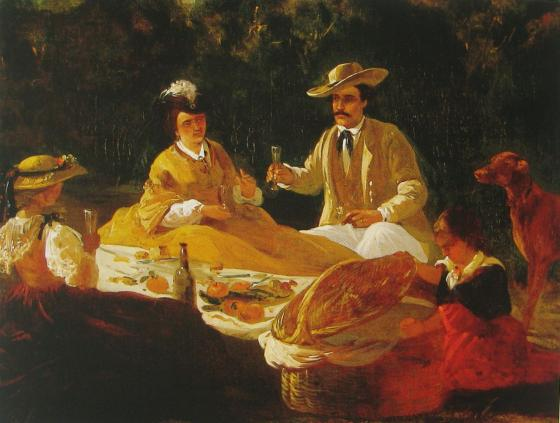
A família do 2.º conde de Carvalhal num piquenique na Quinta do Palheiro Ferreiro, por Tomás da Anunciação (1865)

António Leandro da Câmara Leme do Carvalhal Esmeraldo de Atouguia de Sá Machado (Lisboa, Lapa, 6 de Abril de 1831 – 4 de Fevereiro de 1888), 2.º Conde do Carvalhal, foi um empresário agrícola português.

## Família
Filho de João Francisco da Câmara Leme do Carvalhal Esmeraldo de Atouguia de Bettencourt de Sá Machado (Funchal - Lisboa, Lapa, 7 de Outubro de 1843), Moço Fidalgo da Casa Real por Alvará de 17 de Agosto de 1809, Administrador dos Vínculos de seu tio materno, etc. (filho primogénito da irmã primogénita do 1.º Conde do Carvalhal, Ana Josefa do Carvalhal Esmeraldo de Atouguia e Câmara, e de seu marido, João Francisco da Câmara Leme Homem de Sousa), e de sua mulher (Funchal, Sé, 24 de Junho de 1822) Maria Teresa Xavier Botelho (Lisboa, Lapa, 28 de Novembro de 1807 - ?), sobrinha-neta do 5.º Conde de São Miguel.

## Biografia
Era Fidalgo Cavaleiro da Casa Real, por sucessão, Senhor e Administrador dos Morgados do Espírito-Santo na Lombada dos Esmeraldos e de Ponta Delgada, Grã-Cruz da Ordem de Isabel a Católica e Comendador do Número da Ordem de Carlos III de Espanha, etc. Proprietário riquíssimo na Ilha da Madeira, Açores e Continente, levou uma vida do maior esplendor, não só no Funchal e em Lisboa, como em diversas capitais europeias, onde o brilho do seu luxo e da sua aristocrática distinção o tornaram celebrado como um dos grandes elegantes e dos verdadeiros grandes senhores do seu tempo. Na sua casa na Madeira recebeu principescamente D. Luís, ainda Infante, na sua visita àquela Ilha.
O título de 2.º Conde do Carvalhal foi-lhe concedido por Decreto de D. Pedro V de Portugal de data desconhecida de 1860.

## Casamento e descendência
Casou em Lisboa, São Mamede, a 6 de Abril de 1854 com Matilde Montufar y Infante (Baiona, Saint André, 5 de Janeiro de 1832 - 3 de Setembro de 1865), filha dos 3.º s , título espanhol, da qual teve duas filhas: 
- Maria das Dores da Câmara Leme do Carvalhal Esmeraldo de Bettencourt e Vasconcelos de Sá Machado (26 de Abril de 1855 - 6 de Setembro de 1910), Representante do Título de Condessa do Carvalhal, casada na Madeira a 22 de Junho de 1876 com D. Manuel Benedito de Castro Pamplona (19 de Outubro de 1845 - 25 de Abril de 1907), 6.º Conde de Resende, Representante do Título de Visconde de Beire e 20.º Almirante de Portugal, com geração (sogros de José Maria de Eça de Queirós)
- Teresa da Câmara Leme do Carvalhal Esmeraldo de Bettencourt e Vasconcelos de Sá Machado (11 de Julho de 1857 - ?), casada no Funchal a 24 de Junho de 1882 com João de Bettencourt de Araújo do Carvalhal Esmeraldo (21 de Dezembro de 1841 - 22 de Março de 1902), 1.º Visconde de Ribeiro Real e 1.º Conde de Ribeiro Real, sem geração

Teve duas filhas naturais de mãe incógnita espanhola: 
- Maria Rita do Carvalhal da Câmara (Madrid, 24 de Maio de 1873 - ?), gémea com a posterior, casada primeira vez com Arnaldo van Zeller da Cunha (17 de Novembro de 1860 - Faro, Sé, 16 de Maio de 1894), com geração feminina extinta (Leonor van Zeller da Cunha, solteira e sem geração), e casada segunda vez em Angra do Heroísmo, Porto Judeu, a 5 de Outubro de 1895 com Ciríaco Meireles da Gama Barata (Elvas, Assunção, Sé, 1884 - ?), filho de João José Vaz da Gama Barata e de sua mulher Maria Teresa Meireles, sem geração
- Maria do Carvalhal da Câmara (Madrid, 24 de Maio de 1873 - ?), gémea com a anterior, solteira e sem geração

Teve um filho natural de Carolina Falco, portuguesa de origem italiana: 
- António da Câmara do Carvalhal Esmeraldo, solteiro e sem geração